# 鹿児島県道346号山田入来線
鹿児島県道346号山田入来線（かごしまけんどう346ごう やまだいりきせん）は、鹿児島県薩摩川内市を通る一般県道である。

## 概要
東郷町山田から同市入来町副田に至る。

### 路線データ
- 起点：鹿児島県薩摩川内市東郷町山田（鹿児島県道344号東郷山田宮之城線交点）
- 終点：鹿児島県薩摩川内市入来町副田（国道328号交点）
- 主な経由地：鹿児島県薩摩川内市樋脇町倉野

## 歴史
- 1997年（平成9年）3月31日 - 鹿児島県告示第559号により現在の県道346号のルートの一部である「鹿児島県道346号塔之原南瀬線」が廃止され[2]、鹿児島県告示第558号により鹿児島県道346号山田入来線として認定される[1]。

## 路線状況

### 重複区間
- 鹿児島県道394号山崎川内線（薩摩川内市樋脇町倉野 地内）

## 地理

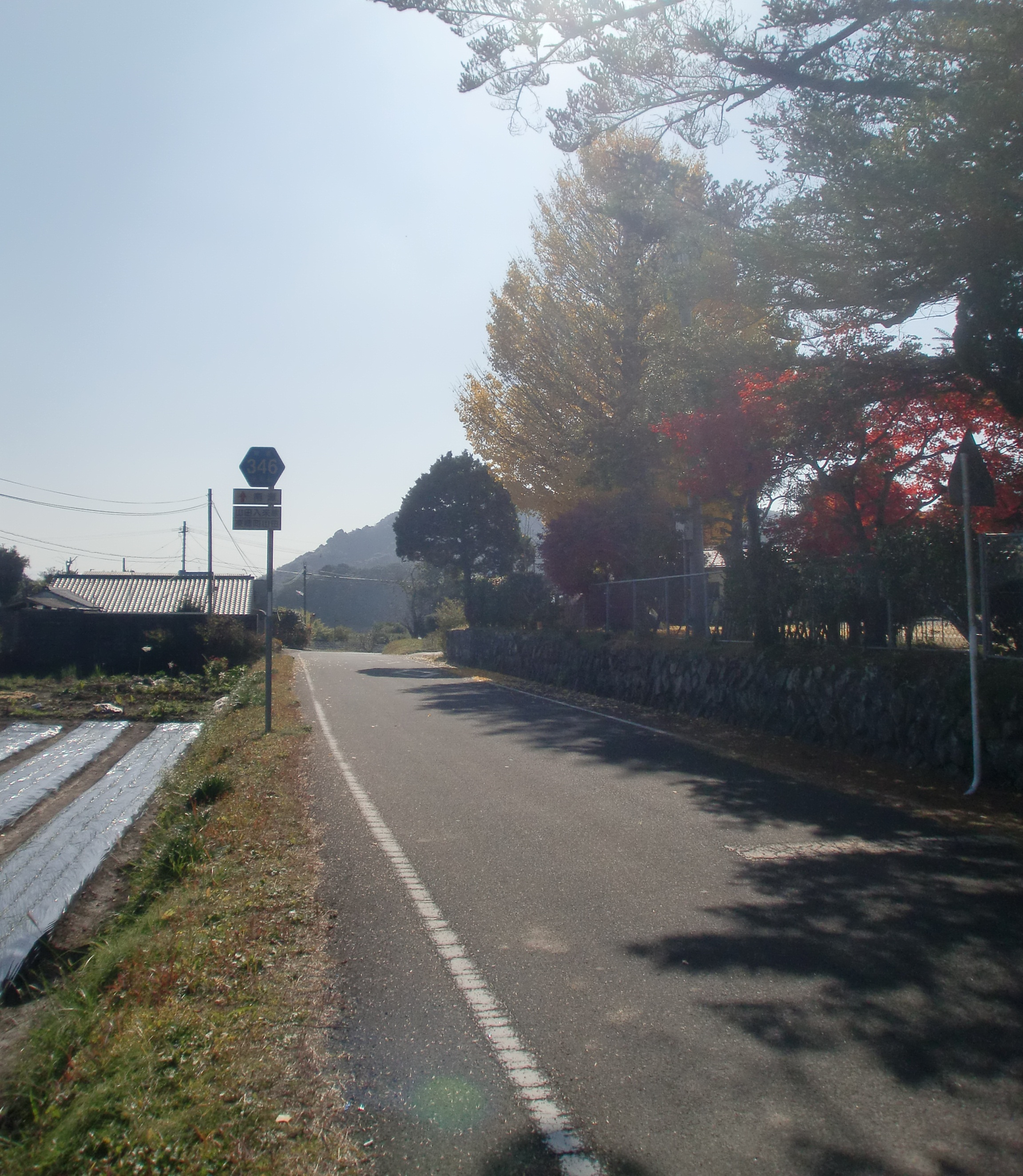
山田小学校前より国道267号方面を望む

始点である東郷町山田付近は周辺を山地に囲まれた盆地にあり、県道346号は盆地の中央部にある薩摩川内市立山田小学校跡付近にある交差点より川内川付近まで南下している。東郷町南瀬では南瀬交差点で国道267号と交差する。さらに南下し、川内川を倉野橋で渡った後鹿児島県道394号山崎川内線と交差しここで進路を東方に変え、これより倉野小学校跡まで重複する。倉野小学校跡で鹿児島県道394号山崎川内線と分岐し再びここで進路を南方に変える。入来町副田では市道と交差し進路を東方に変えた後国道328号と交差し終点となる。

### 通過する自治体
- 薩摩川内市

### 交差する道路
| 交差する道路                           | 交差する場所         | 交差する場所 |
| -------------------------------------- | -------------------- | ------------ |
| 鹿児島県道344号東郷山田宮之城線        | 東郷町山田           | 起点         |
| 国道267号                              | 東郷町南瀬（のうぜ） | 南瀬交差点   |
| 鹿児島県道394号山崎川内線 重複区間起点 | 樋脇町倉野           |              |
| 鹿児島県道394号山崎川内線 重複区間起点 | 樋脇町倉野           |              |
| 鹿児島県道333号川内祁答院線            | 樋脇町塔之原         |              |
| 国道328号                              | 入来町副田           | 終点         |

### 沿線
- 薩摩川内市立入来小学校
- 薩摩川内市役所入来支所
- 入来町麓武家屋敷群